# بنك مجالس المياه الهولندي
بنك مجالس المياه الهولندي (بنك أن دبليو بي) (الإنجليزية: Netherlands water boards bank) هو مؤسسة مالية هولندية متخصصة تُقدم التمويل لمجالس المياه والقطاع العام الهولندي الأوسع، بما في ذلك البلديات وشركات مياه الشرب ومؤسسات الرعاية الصحية وجمعيات الإسكان. كما يُمول البنك شراكات بين القطاعين العام والخاص ومشاريع الطاقة المتجددة. وهو وكالة تمويل حكومية محلية مملوكة لمجالس المياه الهولندية والحكومة الهولندية والمقاطعات. ويستخدم البنك الاسم التجاري "بنك أن دبليو بي" (الإنجليزية: NWB Bank) منذ عام 2009.
على الرغم من كونه بنكًا مسجلًا، إلا أنه لا يقدم أي خدمات للأفراد أو الشركات، ويركز حصريًا على تمويل القطاع العام (شبه القطاع العام) الهولندي. وقد صُنف بنك أن دبليو بي كمؤسسة مهمة منذ دخول الرقابة المصرفية الأوروبية حيز التنفيذ أواخر عام 2014، وبالتالي يخضع لإشراف مباشر من البنك المركزي الأوروبي.

## روابط خارجية
- الموقع الرسمي
 (بالهولندية والإنجليزية)